# Tiras
Tiras, of Thiras was volgens de volkenlijst in de Hebreeuwse Bijbel een zoon van Jafet en een kleinzoon van Noach (Genesis 10:2).
Volgens de Joodse historicus Flavius Josephus noemde Tiras zijn volk de Tirassiërs, maar veranderden de Grieken deze naam in de Thraciërs. Naast Flavius Josephus beschouwen orthodoxe Bijbelverklaarders Tiras ook als voorvader van de Thraciërs. Hij zou door zijn nakomelingen vereerd worden als Thuras of Thor, de god van de donder.
De rivier de Dnjestr, bij de Grieken bekend als de Tyrus, de stad Tiraspol en de historische Griekse stad Tyras zouden genoemd zijn naar Tiras. Deze rivier en twee steden liggen alle drie in het grondgebied van het oude Thracië.